# گروه هشت کشور اسلامی در حال توسعه
گروه هشت کشور اسلامی در حال توسعه (D-8)، گروهی اقتصادی متشکل از هشت کشور در حال توسعهٔ اسلامی شامل ایران، ترکیه، پاکستان، بنگلادش، اندونزی، مالزی، مصر و نیجریه است.
مجموع جمعیت این هشت کشور حدود ۱٫۲ میلیارد یا ۶۰ درصد کل جمعیت مسلمانان و همچنین نزدیک به ۱۳ درصد کل جمعیت جهان است. این هشت کشور مساحتی به وسعت ۷٫۶ میلیون کیلومتر مربع یا ۵ درصد از کل مساحت جهان را شامل می‌شوند. در سال ۲۰۰۶، تجارت بین کشورهای عضو این گروه ۳۵ میلیارد دلار و در سال ۲۰۱۰ حدود ۶۸ میلیارد دلار بود.

## اهداف
زمینه‌های اصلی همکاری میان کشورهای عضو این گروه شامل امور مالی، بانکداری، توسعه روستایی، علم و فناوری، توسعه بشردوستانه، کشاورزی، انرژی، محیط زیست و بهداشت است.
در بیانیه پایانی نخستین اجلاس سران (استانبول، ۱۹۹۷)، هدف اصلی گروه دی ۸ توسعه اجتماعی و اقتصادی مطابق با اصول زیر بیان شده است:
- صلح به جای درگیری
- گفتگو به جای تقابل
- همکاری به جای استثمار
- عدالت به جای استانداردهای دوگانه
- برابری به جای تبعیض
- دموکراسی به جای ظلم

بیانیه پایانی پنجمین اجلاس سران این گروه (بالی، ۲۰۰۶)، ۳ اصل دیگر را به اهداف این سازمان اضافه کرد:
- تعهد به همکاری برای حل مشکل نابرابری‌های اقتصادی در داخل کشورها
- تأکید مجدد بر تعهد به تقویت همکاری در زمینه انرژی برای توسعه منابع انرژی جایگزین و تجدیدپذیر
- تأکید بر اهمیت گروه دی ۸ در کمک به توسعه اقتصادی کشورهای عضو آن و اطمینان از ارتقای تجارت جهانی.[۶]

## ساختار
اجلاس سران که هر دو سال یکبار تشکیل می‌شود دارای بالاترین سطح اختیارات است و از رهبران هر کشور عضو تشکیل می‌شود.
شورای وزیران مرجع اصلی تصمیم‌گیری و بررسی مسائل مربوط به این گروه است. این شورا از وزرای امور خارجه کشورهای عضو تشکیل شده است.
کمیسیون دارای اختیارات اجرایی است و متشکل از کمیسرانی است که توسط دولت‌های عضو منصوب می‌شوند. کمیسیونرها مسئول اجرای دستورالعمل‌ها در کشور مربوط به خود هستند. در نهایت، یک مدیر اجرایی نیز توسط اعضای گروه دی ۸ منصوب می‌شود تا ارتباطات را تسهیل کند و در اجلاس سران یا اجلاس‌های سطوح پایین‌تر به عنوان سرپرست عمل کند.

## فهرست اجلاس‌ها
|    | تاریخ        | کشور                              | میزبان                   | شهر           |
| -- | ------------ | --------------------------------- | ------------------------ | ------------- |
| ۱  | ژوئن ۱۹۹۷    | ترکیه                             | نجم‌الدین اربکان          | استانبول      |
| ۲  | مارس ۱۹۹۹    | بنگلادش                           | شیخ حسینه                | داکا          |
| ۳  | فوریه ۲۰۰۱   | مصر                               | حسنی مبارک               | قاهره         |
| ۴  | فوریه ۲۰۰۴   | ایران                             | محمد خاتمی               | تهران         |
| ۵  | مه ۲۰۰۶      | اندونزی                           | سوسیلو بامبانگ یودهویونو | بالی          |
| ۶  | ژوئیه ۲۰۰۸   | مالزی                             | عبدالله احمد بداوی       | کوالا لامپور  |
| ۷  | ژوئیه ۲۰۱۰   | نیجریه                            | محمدو بوهاری             | آبوجا         |
| ۸  | نوامبر ۲۰۱۲  | پاکستان                           | آصف‌علی زرداری            | اسلام‌آباد     |
| ۹  | اکتبر ۲۰۱۷   | ترکیه                             | رجب طیب اردوغان          | استانبول      |
| ۱۰ | آوریل ۲۰۲۱   | بنگلادش                           | شیخ حسینه                | ویدئو کنفرانس |
| ۱۱ | سپتامبر ۲۰۲۴ | مصر \|\|عبدالفتاح سیسی \|\| قاهره |                          |               |

## کشورهای عضو
| کشور        | جمعیت (تا ۱ ژوئیه ۲۰۲۳) | تولید ناخالص داخلی (میلیون دلار) | سرانه تولید ناخالص داخلی (اسمی) (دلار) | تولید ناخالص داخلی (برابری قدرت خرید) (میلیون دلار) | سرانه تولید ناخالص داخلی (برابری قدرت خرید) (دلار) | امید به زندگی (۲۰۲۱) | شاخص توسعه انسانی (۲۰۲۱) |
| ----------- | ----------------------- | -------------------------------- | -------------------------------------- | --------------------------------------------------- | -------------------------------------------------- | -------------------- | ------------------------ |
| بنگلادش     | ۱۷۲٬۹۵۴٬۳۱۹             | ۵۰۹٬۵۱۶                          | ۲٬۹۶۹                                  | ۱٬۵۷۸٬۱۶۴                                           | ۹٬۰۶۳                                              | ۷۴٫۳                 | ۰٫۶۶۱ (متوسط)            |
| مصر         | ۱۱۲٬۷۱۶٬۵۹۹             | ۳۷۸٬۱۱۰                          | ۳٬۶۴۴                                  | ۱٬۸۰۳٬۵۸۴                                           | ۱۶٬۹۷۹                                             | ۷۱٫۸                 | ۰٫۷۳۱ (بالا)             |
| اندونزی     | ۲۷۷٬۵۳۴٬۱۲۳             | ۱٬۳۹۱٬۷۷۸                        | ۵٬۰۱۶                                  | ۴٬۳۹۸٬۷۲۹                                           | ۱۵٬۸۵۵                                             | ۷۱٫۳                 | ۰٫۷۰۵ (بالا)             |
| ایران       | ۸۹٬۱۷۲٬۷۶۷              | ۳۶۷٬۹۷۰                          | ۴٬۲۵۱                                  | ۱٬۶۹۱٬۸۱۹                                           | ۱۹٬۵۴۸                                             | ۷۷٫۳                 | ۰٫۷۷۴ (بالا)             |
| مالزی       | ۳۴٬۳۰۸٬۵۲۵              | ۴۴۷٬۰۲۶                          | ۱۳٬۳۸۲                                 | ۱٬۲۳۰٬۸۲۳                                           | ۳۶٬۸۴۷                                             | ۷۴٫۷                 | ۰٫۸۰۳ (بسیار بالا)       |
| نیجریه      | ۲۲۳٬۸۰۴٬۶۳۲             | ۵۰۶٬۶۰۱                          | ۲٬۲۸۰                                  | ۱٬۳۷۲٬۶۲۴                                           | ۶٬۱۷۸                                              | ۶۲٫۶                 | ۰٫۵۳۵ (پایین)            |
| پاکستان     | ۲۴۰٬۴۸۵٬۶۵۸             | ۳۷۶٬۴۹۳ (۲۰۲۲)                   | ۱٬۶۵۸ (۲۰۲۲)                           | ۱٬۵۸۲٬۹۸۸                                           | ۶٬۸۳۶                                              | ۶۸                   | ۰٫۵۴۴ (متوسط)            |
| ترکیه       | ۸۵٬۸۱۶٬۱۹۹              | ۱٬۰۲۹٬۳۰۳                        | ۱۱٬۹۳۱                                 | ۳٬۵۷۲٬۵۵۱                                           | ۴۱٬۴۱۲                                             | ۷۸٫۶                 | ۰٫۸۳۸ (بسیار بالا)       |
| مجموع/متوسط | ۱٬۲۳۶٬۷۹۲٬۸۲۲           | ۴٬۹۱۷٬۷۹۷                        | ۳٬۹۷۶                                  | ۱۷٬۱۲۸٬۲۸۲                                          | ۱۳٬۸۴۹                                             | ۷۲٫۰                 | نامشخص                   |